# Georg Wilhelm von Hofmann

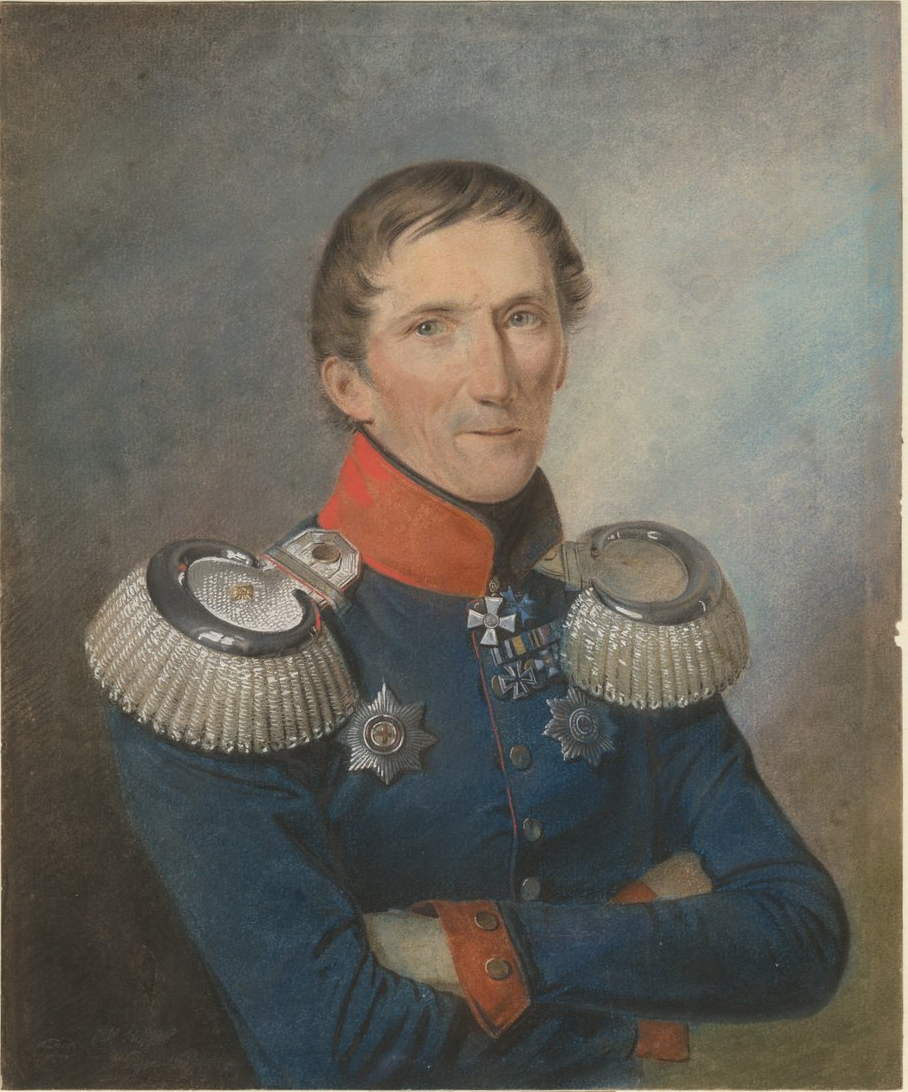
Porträt des mit zahlreichen Orden ausgezeichneten von Hofmann;
datiert 1838 von Carl Heinrich Steffens in Posen

Georg Wilhelm von Hofmann (* 24. Dezember 1777 in Wetzlar; † 30. November 1860 in Neuwied) war ein preußischer General der Infanterie.

## Leben

### Herkunft
Seine Eltern waren der Kammergerichtsprokurator und Advokat Kasper Friedrich von Hofmann und dessen Ehefrau Elisabeth Johannette, geborene Freudenberg.

### Militärkarriere
Hofmann wurde im elterlichen Haus erzogen und kam im März 1796 als Gefreitenkorporal in das Infanterieregiment „Ferdinand von Preußen“. Am 1. Oktober 1797 kam er als Sekondeleutnant in das neuerrichtete Infanterieregiment „de Courbière“ und von dort am 11. Februar 1800 in das Infanterieregiment „von Larisch“. Am 20. März 1803 wurde Hofmann als Adjutant in den Generalstab versetzt. Im Vierten Koalitionskrieg kämpfte er in der Schlacht bei Auerstedt sowie in den Gefechten bei Heilsberg und Braunsberg. Bei Braunsberg wurde er verwundet und erhielt den Orden des Heiligen Wladimir IV. Klasse.
Nach dem Krieg kam er am 19. Juni 1807 als Stabshauptmann in den Generalstab. Hofmann nahm am 30. November 1807 seinen Abschied als Hauptmann, um in russische Dienste zu gehen. Dort wurde er 1810 Major im Generalstab und 1811 Oberstleutnant. Während Napoleons Russlandfeldzug 1812 kämpfte er in den Schlachten bei Witebsk, Schlacht um Smolensk, Borodino, Tarutino, Wjasma und Krasnoje. In Borodino erwarb er sich den Orden der Heiligen Anna. In den Befreiungskriegen kämpfte Hofmann in den Schlachten bei Großgörschen, Bautzen, Kulm, Leipzig, Bar-sur-Aube, Arcis-sur-Aube, Paris, Ligny, Belle Alliance und bei der Belagerung von Platzburg sowie der Blockade von Kehl. In der Zeit erhielt er am 18. Mai 1813 den Orden Pour le Mérite, für Leipzig einen Ehrendegen, bei Bar-sur-Aube den österreichischen Leopold-Orden, für Paris den Orden des Heiligen Wladimir III. Klasse und schließlich bei Belle Alliance das Eiserne Kreuz II. Klasse. Bereits am 5. Mai 1813 wurde er zum Oberst befördert und zum Chef des Generalstabs des 2. russischen Infanterie-Korps ernannt. Am 11. August 1814 wechselte er zurück in preußische Dienste, wo er zunächst Oberst ohne Patent war.
Am 23. März 1815 kam er als Brigadekommandeur ad Interim in das I. Armeekorps, am 17. September 1815 wurde er dann zum Chef des 3. Brigade ernannt. Daran schloss sich ab 5. Oktober 1815 eine Verwendung als Kommandant der Festung von Koblenz und Ehrenbreitstein an. In dieser Stellung erhielt Hofmann am 12. August 1816 das Patent zu seinem Dienstgrad. Am 30. März 1820 wurde er zum Generalmajor mit Patent vom 3. April 1820 befördert. Am 5. Januar 1826 wurde er als Kommandeur zur 13. Infanterie-Brigade versetzt. Am 18. Januar 1830 erhielt er den Roten Adlerorden III. Klasse und am 8. Dezember 1830 wurde er Kommandeur der 16. Infanterie-Brigade und am 10. März 1832 Kommandeur der 10. Infanterie-Brigade. Am 18. Januar 1833 erhielt er die Schleife zum Roten Adlerorden III. Klasse und am 30. März 1833 wurde er zum Generalleutnant befördert. Am 1. Oktober 1834 wurde Hofmann mit den Geschäften als 1. Kommandant von Posen beauftragt. Am 9. September 1835 wurde ihm der Rote Adlerorden II. Klasse mit Eichenlaub verliehen, dazu erhielt er am 30. September 1835 den Orden der Heiligen Anna II. Klasse. Am 26. März 1838 erhielt er seinen Abschied mit einer Pension von 3430 Talern. Kurz darauf wurde Hofmann am 21. April 1838 der Rote Adlerorden I. Klasse sowie am 14. Mai 1850 der Charakter als General der Infanterie verliehen. Er starb am 30. November 1860 in Neuwied.

### Familie
Hofmann heiratete am 11. Dezember 1818 in Heddesdorf (Kreis Neuwied) Emilie von Runckel (* 22. März 1800; † 13. Februar 1868), die Tochter des Hauptmanns und Oberbürgermeisters von Heddesdorf. Aus der Ehe ging die Tochter Marie Elisabeth Friederike Wilhelmine Sophie (* 5. Oktober 1819; † 26. Dezember 1890) hervor, die später den preußischen Hauptmann Alfred Friedrich Max von Chappuis (* 16. August 1810) heiratete.
Er war der letzte Angehörige der 1778 nobilitierten Familie Hofmann. Daher wurde am 4. März 1854 eine Wappen- und Namens-Vereinigung von Hofmann und Chappuis genehmigt und so die Linie von Hofmann-Chappuis geschaffen.

## Schriften
- Zur Geschichte des Feldzuges von 1813. Posen 1838, Digitalisat
- Die Schlacht bei Leipzig. Posen 1835, Digitalisat
- Bekanntes. Koblenz 1859, Digitalisat